# Sri Bulan
Sri Bulan is een bestuurslaag in het regentschap Ogan Komering Ulu van de provincie Zuid-Sumatra, Indonesië. Sri Bulan telt 1840 inwoners (volkstelling 2010).